# Farming Simulator
Farming Simulator — серия видеоигр для разных игровых платформ, разработанных компанией Giants Software. Основной жанр игр серии — симулятор фермерской деятельности. Последняя игра серии — Farming Simulator 25 (12 ноября 2024 года). Издателем всех современных игр серии выступает компания Focus Home Interactive.

## Отличительные особенности серии
В целом, любую игру серии можно охарактеризовать следующим образом:
Farming Simulator — это игра-песочница с открытым игровым миром. Главной целью игрового процесса является ведение различной сельскохозяйственной деятельности, например, выращивание сельскохозяйственных культур, разведение животных, лесозаготовка (с Farming Simulator 15), производство энергоносителей, а также, получение прибыли от этой деятельности. В игре нет конечной цели для достижения победы. Игрокам доступно большое количество различной сельскохозяйственной техники и оборудования, из которых более 90 % являются лицензированными моделями известных мировых брендов (например,
New Holland, Ponsse, Deutz-Fahr, Challenger и другие). Большое внимание уделяется реалистичности управления и высокой детализации техники и оборудования. Важной особенностью игр серии является возможность создания пользовательских модификаций. Разработчики активно поддерживают создание модификаций для своих игр, регулярно выпуская новые версии редактора для создания модификаций и различные пособия по нему. В интернете можно найти большое количество модификаций для игр серии, сильно отличающихся по масштабу и качеству.
Игры Farming Simulator выпущены на многих платформах: PC (Microsoft Windows, Mac OS), PS4, PS3, Xbox One, Xbox 360, а также мобильные версии на: Android, iOS, Windows Phone, PS Vita, Kindle Fire, Nintendo 3DS. Игра Farming Simulator 18 будет доступна также на платформе Nintendo Switch. Farming Simulator 20 доступна на Android, iOS, Nintendo Switch
Во всех играх серии есть мультиплеер.

## Игровой процесс
Игрок начинает карьеру фермера, имея в своем распоряжении небольшой парк устаревшей техники, несколько небольших полей и небольшой стартовый капитал. Начальная техника позволяет заниматься только земледелием. Чтобы получать урожай, игрок должен обрабатывать поля. Обработка полей включает такие этапы, как: вспашка полей плугом, культивирование, посев, удобрение органическими или промышленными удобрениями, а также сбор урожая. В дальнейшем, помимо земледелия, игрок сможет заниматься животноводством и лесозаготовкой. Продавая урожай, игрок получает игровую валюту, на которую он может приобретать новую технику и оборудование, животных, новые поля и статические объекты. Статические объекты приносят регулярную прибыль, не зависящую от деятельности игрока. Урожай можно продавать сразу или накапливать в специальных бункерах, ожидая более выгодных цен. Игрок может брать кредит в банке. Любым видом деятельности можно заниматься разными способами, используя различную технику. В игре доступны дополнительные побочные задания, за выполнение которых игрок получает вознаграждение.
Игра имеет высокий уровень реализма, но для удобства игрового процесса некоторые игровые условия сильно отличаются от реальных. Например, размеры полей, объём собираемого с них урожая, цены на продукцию, но главное отличие — в игровом времени. Все игровые процессы происходят быстро, к тому же, время можно ускорять. Созревание урожая занимает от одного до трех дней. В игре всегда лето, но в разные дни бывает различная погода, например, может пойти дождь или град. Также, в игре есть смена дня и ночи.

## История
Все игры серии (с датой релиза):
- Farming Simulator 2008 — 14 апреля 2008 года[1][7][8][9].
- Farming Simulator 2009 — 28 августа 2009 года[10][11].
- Farming Simulator 2011 — 29 октября 2010 года[12][13][14]
- Farming Simulator 2012 (Farming Simulator 3D) — 30 марта 2012 (3DS, Европа)[15][16], 30 июля 2012 (iOS, мир)[16][17], 23 июня 2013 (3DS, США)[16][18]
- Farming Simulator 2013 — 25 октября 2012 года[19][20].
- Farming Simulator 14 — 18 ноября 2013 года[21][22].
- Farming Simulator 15 — 30 октября 2014 года[23][24].
- Farming Simulator 16 — 5 августа 2015 года[25][26].
- Farming Simulator 17 — 24 октября 2016 года[27][28].
- Farming Simulator 18 — 6 июня 2017 года.
- Farming Simulator 19 — 20 ноября 2018 года[29].
- Farming Simulator 20 — 3 декабря 2019 года.
- Farming Simulator 22 — 22 ноября 2021 года[30].
- Farming Simulator 23 — 23 мая 2023 года[31]
- Farming Simulator 25 — 12 ноября 2024 года[32]

Изначально известная лишь среди небольшой аудитории любителей жанра симуляторов, серия Farming Simulator со временем завоевала большую популярность у широкой аудитории игроков. К 2013 году было продано более 4 миллионов копий игр серии, начиная с Farming Simulator 2008 и заканчивая Farming Simulator 2013. Количество проданных копий Farming Simulator 15 превышает 3 миллиона. Farming Simulator 17, считается игрой с самым успешным стартом продаж в серии. Было продано более миллиона копий игры всего за месяц с дня релиза, из них половина на PC.
В Steam доступны для покупки 4 игры серии — Farming Simulator 2011, Farming Simulator 2013, Farming Simulator 15 и Farming Simulator 17. На февраль 2017 года количество проданных в Steam копий игры Farming Simulator 15 — более 650 тысяч, Farming Simulator 17 — 290 тысяч. Серию Farming Simulator можно назвать основоположником ныне популярного жанра симулятора фермерства. В течение долгих лет серия была абсолютным монополистом в своем жанре и только в 2017 году анонсированы игры, которые могут стать ей достойными конкурентами.

## Критика
Игры серии в целом получают средние и положительные оценки критиков. При этом, основным минусом игры чаще всего отмечают узкую специализацию игры и, как следствие, ограниченную аудиторию.
Игровой блог «Rock, Paper, Shotgun» назвал игру Farming Simulator 17 лучшим фермерским симулятором в мире.
Игроки оценивают игры серии очень положительно.
Тем не менее, игроки и игровые издания часто критикуют серию за отсутствие развития. Во-первых, это отказ от реализации элементов менеджмента в игровом процессе, что стало одной из причин появления проекта Cattle And Crops. Во-вторых, малое количество изменений в новых частях серии. Так, Farming Simulator 17 часто называют тем же «Farming Simulator, что и два года назад», но с улучшенной графикой и дополненными модификациями. При этом, игры серии продаются по высокой цене, сравнимой с играми ААА класса.
Также, критику игроков вызывает большое количество багов в играх серии и слабая обратная связь с разработчиками. Особенно это касается игры Farming Simulator 17, которая на момент релиза имела большое количество багов, часть из которых не была решена даже после выхода трех крупных патчей. К тому же, выходящие патчи часто добавляют новые баги.